# Elewijt
Elewijt este un sat din Zemst, în provincia Brabantul Flamand, Belgia. A fost înființat în  sec. I de romani.